# 巴拉尼尼
46°58′26″N 30°36′20″E / 46.97389°N 30.60556°E
巴拉尼尼（烏克蘭語：Баланини）是位於烏克蘭西南部的村莊，由敖德萨州贝雷济夫卡区的伊萬尼夫卡市鎮負責管轄。該村始建於1924年，面積1.32平方公里，海拔高度99米，2001年人口219，人口密度每平方公里165.53人。